# Élections législatives indiennes de 2024
Les élections législatives indiennes de 2024 ont lieu du 19 avril au 1er juin 2024 afin d'élire pour cinq ans la XVIIIe législature (en) de la Lok Sabha, la chambre basse du Parlement de l'Inde.
Avec près de 970 millions d'électeurs, il s'agit des plus grandes élections de l'histoire, dépassant les précédentes élections législatives de 2019. Étalé sur quarante-quatre jours, le scrutin se place néanmoins derrière les élections législatives de 1951-1952 en termes de durée. Le vote intervient ainsi en sept phases, différentes parties du pays votant l'une après l'autre les 19 et 26 avril, les 7, 13, 20 et 25 mai, et le 1er juin.
Le Premier ministre sortant, Narendra Modi, se présente pour un troisième mandat consécutif. Son parti, le Bharatiya Janata Party (BJP) est à la tête de l'Alliance démocratique nationale (NDA). Cette dernière affronte notamment l'Alliance inclusive de la nation indienne pour le développement (INDIA) menée par le Congrès national indien (INC) de Mallikarjun Kharge (en).
Le scrutin est une victoire en demi-teinte pour la NDA, qui arrive en tête mais subit un recul inattendu qui lui permet tout juste de conserver la majorité absolue des sièges. S'il devient le deuxième Premier ministre de l'histoire du pays à être reconduit sur trois mandats consécutifs, Narendra Modi se voit ainsi contraint de s'appuyer sur les partenaires de coalition du BJP, qui détenait jusque là seul la majorité, soit des résultats bien en deçà des attentes du parti et des projections des sondages lors de la campagne.

## Contexte

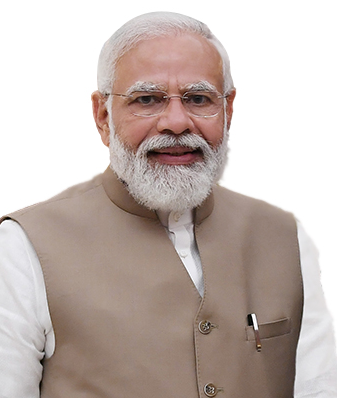
Narendra Modi

Les précédentes élections législatives organisées en avril et mai 2019 voient la victoire de l'Alliance nationale démocratique, dirigée par le parti Bharatiya Janata. Le gouvernement de l'union dirigé par le Premier ministre sortant Narendra Modi est ainsi reconduit pour un troisième mandat consécutif. Le taux de participation atteint 67,40 % des inscrits, un record dans le pays.
La défaite de l'Alliance progressiste unie (IPA) menée par le Congrès national indien (INC) amène le dirigeant de ce dernier, Rahul Gandhi à se retirer le 10 août 2019. Mallikarjun Kharge remporte la primaire de l'INC organisée le 17 octobre 2022, devenant ainsi le nouveau chef de l'opposition. Courant 2023, il forme une nouvelle coalition réunissant 26 partis d'opposition, l'Alliance inclusive de la nation indienne pour le développement (INDIA), en vue des élections de 2024.
Une canicule touche par ailleurs le pays dans la seconde moitié du scrutin, faisant de nombreux morts. Au moins 33 agents électoraux indiens décèdent ainsi à cause de la chaleur le dernier jour, le 1er juin, dans le seul État d’Uttar Pradesh.

## Système électoral

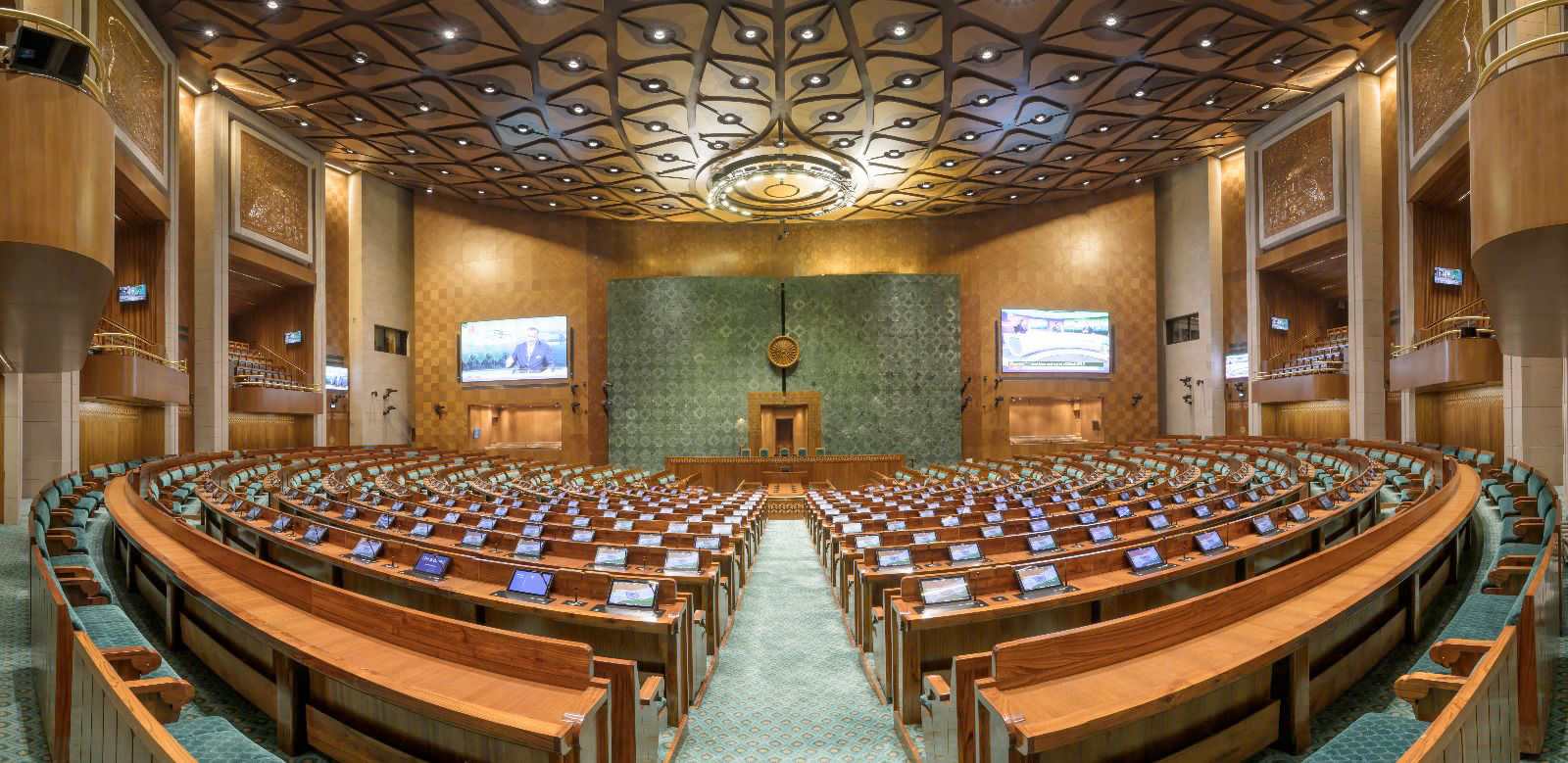
Intérieur de la Lok Sabha à New Delhi.

La Lok Sabha est la chambre basse du parlement indien. Elle est composée de 543 sièges pourvus pour cinq ans au scrutin uninominal majoritaire à un tour dans autant de circonscriptions. Les électeurs votent dans chacune d'elles pour un seul candidat et celui qui réunit le plus de voix est déclaré élu.
Jusqu'en décembre 2019, deux sièges étaient réservés à la communauté anglo-indienne. Les élections législatives de 2024 sont les premières depuis l'adoption du 104e amendement à la Constitution, qui les a supprimés.
Les électeurs éligibles[pas clair] doivent posséder la nationalité indienne, être âgés d'au moins 18 ans, être résidents et inscrits sur les listes électorales de la circonscription où ils votent, et posséder une carte d'électeur valide délivrée par la Commission électorale de l'Inde ou équivalent. Les personnes reconnues coupables d'infractions électorales ou autres se voient interdire de voter.
Comme lors des précédents scrutins, les élections de la 18e Lok Sabha sont échelonnées sur plusieurs mois en sept phases, plusieurs des États et territoires indiens votant à des dates différentes. Annoncé par la Commission électorale indienne (ECI), la convocation des élections — qui met fin le 16 juin 2024 au mandat de la législature sortante — échelonne ces dernières du 19 avril au 1er juin,.

Carte des circonscriptions regroupées selon les sept phases.

| Évènement                                  | Phase       | Phase       | Phase       | Phase       | Phase       | Phase       | Phase       |
| ------------------------------------------ | ----------- | ----------- | ----------- | ----------- | ----------- | ----------- | ----------- |
| Évènement                                  | 1           | 2           | 3           | 4           | 5           | 6           | 7           |
| Convocation                                | 20 mars     | 28 mars     | 12 avril    | 18 avril    | 26 avril    | 29 avril    | 7 mai       |
| Date limite pour soumettre une candidature | 27 mars     | 4 avril     | 19 avril    | 25 avril    | 3 mai       | 6 mai       | 14 mai      |
| Examen des candidatures                    | 28 mars     | 5 avril     | 20 avril    | 26 avril    | 4 mai       | 7 mai       | 15 mai      |
| Date limite pour retirer une candidature   | 30 mars     | 8 avril     | 22 avril    | 29 avril    | 6 mai       | 9 mai       | 17 mai      |
| Date des élections                         | 19 avril    | 26 avril    | 7 mai       | 13 mai      | 20 mai      | 25 mai      | 1er uin     |
| Date du dépouillement                      | 4 juin 2024 | 4 juin 2024 | 4 juin 2024 | 4 juin 2024 | 4 juin 2024 | 4 juin 2024 | 4 juin 2024 |
| Circonscriptions concernées                | 101 1⁄2     | 87 1⁄2      | 94          | 96          | 49          | 58          | 57          |

## Forces en présence
La politique indienne poursuit en 2024 sa tendance à la bipolarisation au sein de deux coalitions majeures, l'Alliance nationale démocratique (NDA) au pouvoir, et le principal bloc d'opposition, l'Alliance inclusive de la nation indienne pour le développement (INDIA). Malgré un grand nombre de partis en lice, à l'intérieur comme en dehors de ces deux coalitions, ceux ci sont généralement essentiellement régionaux. Seuls six partis véritablement nationaux présentent en effet des candidats dans l'ensemble ou presque du pays : le Bharatiya Janata Party, le Congrès national indien, le Parti communiste indien, le Parti populaire national, le Parti Aam Aadmi et le Bahujan Samaj Party. A l'exception de ce dernier, tous font partie de la NDA ou de l'INDIA.

### Alliance démocratique nationale
L'Alliance démocratique nationale, abrégé en NDA (IAST : Rāṣhṭrīya Jānātānātrik Gaṭhabandhan) est une grande alliance politique, principalement de centre droit à droite et jusqu'à l'extrême droite. Elle est dirigée par le Premier ministre sortant Narendra Modi, président du BJP.
|                                       | Composition de l'Alliance démocratique nationale (NDA) |                                 |           |           |
| Partis                                | Partis                                                 | États et territoires de l'Union | Candidats | Candidats |
|                                       | Bharatiya Janata Party                                 | Uttar Pradesh                   | 75        | 443       |
| Bengale-Occidental                    | Bharatiya Janata Party                                 | 42                              |           | 443       |
| Maharashtra                           | Bharatiya Janata Party                                 | 30                              |           | 443       |
| Madhya Pradesh                        | Bharatiya Janata Party                                 | 29                              |           | 443       |
| Gujarat                               | Bharatiya Janata Party                                 | 26                              |           | 443       |
| Karnāṭaka                             | Bharatiya Janata Party                                 | 25                              |           | 443       |
| Rajasthan                             | Bharatiya Janata Party                                 | 25                              |           | 443       |
| Tamil Nadu                            | Bharatiya Janata Party                                 | 23                              |           | 443       |
| Odisha                                | Bharatiya Janata Party                                 | 21                              |           | 443       |
| Bihar                                 | Bharatiya Janata Party                                 | 17                              |           | 443       |
| Telangana                             | Bharatiya Janata Party                                 | 17                              |           | 443       |
| Kerala                                | Bharatiya Janata Party                                 | 16                              |           | 443       |
| Jharkhand                             | Bharatiya Janata Party                                 | 13                              |           | 443       |
| Pendjab                               | Bharatiya Janata Party                                 | 13                              |           | 443       |
| Assam                                 | Bharatiya Janata Party                                 | 11                              |           | 443       |
| Chhattisgarh                          | Bharatiya Janata Party                                 | 11                              |           | 443       |
| Haryana                               | Bharatiya Janata Party                                 | 10                              |           | 443       |
| Delhi                                 | Bharatiya Janata Party                                 | 7                               |           | 443       |
| Andhra Pradesh                        | Bharatiya Janata Party                                 | 6                               |           | 443       |
| Uttarakhand                           | Bharatiya Janata Party                                 | 5                               |           | 443       |
| Himachal Pradesh                      | Bharatiya Janata Party                                 | 4                               |           | 443       |
| Arunachal Pradesh                     | Bharatiya Janata Party                                 | 2                               |           | 443       |
| Dadra et Nagar Haveli et Daman et Diu | Bharatiya Janata Party                                 | 2                               |           | 443       |
| Goa                                   | Bharatiya Janata Party                                 | 2                               |           | 443       |
| Jammu-et-Cachemire                    | Bharatiya Janata Party                                 | 2                               |           | 443       |
| Tripura                               | Bharatiya Janata Party                                 | 2                               |           | 443       |
| Îles Andaman-et-Nicobar               | Bharatiya Janata Party                                 | 1                               |           | 443       |
| Chandigarh                            | Bharatiya Janata Party                                 | 1                               |           | 443       |
| Ladakh                                | Bharatiya Janata Party                                 | 1                               |           | 443       |
| Manipur                               | Bharatiya Janata Party                                 | 1                               |           | 443       |
| Mizoram                               | Bharatiya Janata Party                                 | 1                               |           | 443       |
| Pondichéry                            | Bharatiya Janata Party                                 | 1                               |           | 443       |
| Sikkim                                | Bharatiya Janata Party                                 | 1                               |           | 443       |
|                                       | Telugu Desam Party                                     | Andhra Pradesh                  | 17        | 17        |
|                                       | Janata Dal (Uni)                                       | Bihar                           | 16        | 16        |
|                                       | Shiv Sena                                              | Maharashtra                     | 13        | 13        |
|                                       | Pattali Makkal Katchi                                  | Tamil Nadu                      | 10        | 10        |
|                                       | Lok Janshakti Party (Ram Vilas)                        | Bihar                           | 5         | 5         |
|                                       | Parti du congrès nationaliste                          | Maharashtra                     | 4         | 5         |
| Lakshadweep                           | Parti du congrès nationaliste                          | 1                               |           | 5         |
|                                       | Bharath Dharma Jana Sena                               | Kerala                          | 4         | 4         |
|                                       | Janata Dal (Secular)                                   | Karnāṭaka                       | 3         | 3         |
|                                       | Tamil Maanila Congress (Moopanar)                      | Tamil Nadu                      | 3         | 3         |
|                                       | Amma Makkal Munnetra Kazagam                           | Tamil Nadu                      | 2         | 2         |
|                                       | Apna Dal (Soneylal)                                    | Uttar Pradesh                   | 2         | 2         |
|                                       | Asom Gana Parishad                                     | Assam                           | 2         | 2         |
|                                       | Jana Sena Party                                        | Andhra Pradesh                  | 2         | 2         |
|                                       | Parti populaire national                               | Meghalaya                       | 2         | 2         |
|                                       | Rashtriya Lok Dal                                      | Uttar Pradesh                   | 2         | 2         |
|                                       | Union des étudiants du Jharkhand                       | Jharkhand                       | 1         | 1         |
|                                       | Hindustani Awam Morcha                                 | Bihar                           | 1         | 1         |
|                                       | Indépendant                                            | Tamil Nadu                      | 1         | 1         |
|                                       | Front populaire Naga                                   | Manipur                         | 1         | 1         |
|                                       | Parti progressiste démocrate nationaliste              | Nagaland                        | 1         | 1         |
|                                       | Rashtriya Lok Morcha                                   | Bihar                           | 1         | 1         |
|                                       | Rashtriya Samaj Paksha                                 | Maharashtra                     | 1         | 1         |
|                                       | Suheldev Bharatiya Samaj Party                         | Uttar Pradesh                   | 1         | 1         |
|                                       | Parti populaire uni libéral                            | Assam                           | 1         | 1         |
| Total                                 | Total                                                  | Total                           | 540       | 540       |

### Alliance inclusive de la nation indienne pour le développement
L'Alliance inclusive de la nation indienne pour le développement — abrégé couramment en INDIA — est une alliance politique attrape-tout, principalement de centre gauche à extrême gauche, composée de partis d'opposition dirigés par le Congrès national indien, lui même mené par Mallikarjun Kharge, candidat au poste de Premier ministre,.
| | Compositions de l'Alliance inclusive de la nation indienne pour le développement (INDIA) |                                 |           |           |
| Certains partis membres d'INDIA ont décidé de présenter des candidats contre ceux d'autres partis de l'alliance dans certains circonscriptions. |                                                                                          |                                 |           |           |
| Partis | Partis                                                                                   | États et territoires de l'Union | Candidats | Candidats |
| | Congrès national indien                                                                  | Karnāṭaka                       | 28        | 329       |
| Madhya Pradesh | Congrès national indien                                                                  | 28                              |           | 329       |
| Andhra Pradesh | Congrès national indien                                                                  | 23                              |           | 329       |
| Gujarat | Congrès national indien                                                                  | 23                              |           | 329       |
| Rajasthan | Congrès national indien                                                                  | 22                              |           | 329       |
| Rajasthan | Congrès national indien                                                                  | 1                               |           | 329       |
| Odisha | Congrès national indien                                                                  | 20                              |           | 329       |
| Maharashtra | Congrès national indien                                                                  | 17                              |           | 329       |
| Telangana | Congrès national indien                                                                  | 17                              |           | 329       |
| Uttar Pradesh | Congrès national indien                                                                  | 17                              |           | 329       |
| Kerala | Congrès national indien                                                                  | 16                              |           | 329       |
| Bengale-Occidental | Congrès national indien                                                                  | 13                              |           | 329       |
| Assam | Congrès national indien                                                                  | 13                              |           | 329       |
| Pendjab | Congrès national indien                                                                  | 13                              |           | 329       |
| Chhattisgarh | Congrès national indien                                                                  | 11                              |           | 329       |
| Bihar | Congrès national indien                                                                  | 9                               |           | 329       |
| Haryana | Congrès national indien                                                                  | 9                               |           | 329       |
| Tamil Nadu | Congrès national indien                                                                  | 9                               |           | 329       |
| Jharkhand | Congrès national indien                                                                  | 7                               |           | 329       |
| Uttarakhand | Congrès national indien                                                                  | 5                               |           | 329       |
| Himachal Pradesh | Congrès national indien                                                                  | 4                               |           | 329       |
| Delhi | Congrès national indien                                                                  | 3                               |           | 329       |
| Arunachal Pradesh | Congrès national indien                                                                  | 2                               |           | 329       |
| Dadra et Nagar Haveli et Daman et Diu | Congrès national indien                                                                  | 2                               |           | 329       |
| Goa | Congrès national indien                                                                  | 2                               |           | 329       |
| Jammu-et-Cachemire | Congrès national indien                                                                  | 2                               |           | 329       |
| Manipur | Congrès national indien                                                                  | 2                               |           | 329       |
| Meghalaya | Congrès national indien                                                                  | 2                               |           | 329       |
| Îles Andaman-et-Nicobar | Congrès national indien                                                                  | 1                               |           | 329       |
| Chandigarh | Congrès national indien                                                                  | 1                               |           | 329       |
| Ladakh | Congrès national indien                                                                  | 1                               |           | 329       |
| Lakshadweep | Congrès national indien                                                                  | 1                               |           | 329       |
| Mizoram | Congrès national indien                                                                  | 1                               |           | 329       |
| Nagaland | Congrès national indien                                                                  | 1                               |           | 329       |
| Pondichéry | Congrès national indien                                                                  | 1                               |           | 329       |
| Sikkim | Congrès national indien                                                                  | 1                               |           | 329       |
| Tripura | Congrès national indien                                                                  | 1                               |           | 329       |
| | Samajwadi Party                                                                          | Uttar Pradesh                   | 62        | 63        |
| Gujarat | Samajwadi Party                                                                          | 1                               |           | 63        |
| | Parti communiste d'Inde (marxiste)                                                       | Bengale-Occidental              | 23        | 54        |
| Kerala | Parti communiste d'Inde (marxiste)                                                       | 15                              |           | 54        |
| Maharashtra | Parti communiste d'Inde (marxiste)                                                       | 2                               |           | 54        |
| Tamil Nadu | Parti communiste d'Inde (marxiste)                                                       | 2                               |           | 54        |
| Îles Andaman-et-Nicobar | Parti communiste d'Inde (marxiste)                                                       | 1                               |           | 54        |
| Andhra Pradesh | Parti communiste d'Inde (marxiste)                                                       | 1                               |           | 54        |
| Assam | Parti communiste d'Inde (marxiste)                                                       | 1                               |           | 54        |
| Bihar | Parti communiste d'Inde (marxiste)                                                       | 1                               |           | 54        |
| Jharkhand | Parti communiste d'Inde (marxiste)                                                       | 1                               |           | 54        |
| Karnāṭaka | Parti communiste d'Inde (marxiste)                                                       | 1                               |           | 54        |
| Odisha | Parti communiste d'Inde (marxiste)                                                       | 1                               |           | 54        |
| Pendjab | Parti communiste d'Inde (marxiste)                                                       | 1                               |           | 54        |
| Rajasthan | Parti communiste d'Inde (marxiste)                                                       | 1                               |           | 54        |
| Telangana | Parti communiste d'Inde (marxiste)                                                       | 1                               |           | 54        |
| Tripura | Parti communiste d'Inde (marxiste)                                                       | 1                               |           | 54        |
| | All India Trinamool Congress                                                             | Bengale-Occidental              | 42        | 48        |
| Assam | All India Trinamool Congress                                                             | 4                               |           | 48        |
| Meghalaya | All India Trinamool Congress                                                             | 1                               |           | 48        |
| Uttar Pradesh | All India Trinamool Congress                                                             | 1                               |           | 48        |
| | Parti communiste d'Inde                                                                  | Jharkhand                       | 8         | 27        |
| Uttar Pradesh | Parti communiste d'Inde                                                                  | 5                               |           | 27        |
| Kerala | Parti communiste d'Inde                                                                  | 4                               |           | 27        |
| Madhya Pradesh | Parti communiste d'Inde                                                                  | 2                               |           | 27        |
| Tamil Nadu | Parti communiste d'Inde                                                                  | 2                               |           | 27        |
| Bengale-Occidental | Parti communiste d'Inde                                                                  | 2                               |           | 27        |
| Andhra Pradesh | Parti communiste d'Inde                                                                  | 1                               |           | 27        |
| Assam | Parti communiste d'Inde                                                                  | 1                               |           | 27        |
| Bihar | Parti communiste d'Inde                                                                  | 1                               |           | 27        |
| Chhattisgarh | Parti communiste d'Inde                                                                  | 1                               |           | 27        |
| Maharashtra | Parti communiste d'Inde                                                                  | 1                               |           | 27        |
| Odisha | Parti communiste d'Inde                                                                  | 1                               |           | 27        |
| | Rashtriya Janata Dal                                                                     | Bihar                           | 23        | 24        |
| Jharkhand | Rashtriya Janata Dal                                                                     | 1                               |           | 24        |
| | Bharat Adivasi Party                                                                     | Rajasthan                       | 5         | 23        |
| 1 | Bharat Adivasi Party                                                                     | Rajasthan                       |           | 23        |
| Madhya Pradesh | Bharat Adivasi Party                                                                     | 5                               |           | 23        |
| Maharashtra | Bharat Adivasi Party                                                                     | 4                               |           | 23        |
| Andhra Pradesh | Bharat Adivasi Party                                                                     | 2                               |           | 23        |
| Gujarat | Bharat Adivasi Party                                                                     | 2                               |           | 23        |
| Jharkhand | Bharat Adivasi Party                                                                     | 2                               |           | 23        |
| Chhattisgarh | Bharat Adivasi Party                                                                     | 1                               |           | 23        |
| Dadra et Nagar Haveli et Daman et Diu | Bharat Adivasi Party                                                                     | 1                               |           | 23        |
| | Aam Aadmi Party                                                                          | Pendjab                         | 13        | 22        |
| Delhi | Aam Aadmi Party                                                                          | 4                               |           | 22        |
| Assam | Aam Aadmi Party                                                                          | 2                               |           | 22        |
| Gujarat | Aam Aadmi Party                                                                          | 2                               |           | 22        |
| Haryana | Aam Aadmi Party                                                                          | 1                               |           | 22        |
| | Dravida Munnetra Kazhagam                                                                | Tamil Nadu                      | 21        | 21        |
| | Shiv Sena (UBT)                                                                          | Maharashtra                     | 21        | 21        |
| | Parti du congrès nationaliste - Sharadchandra Pawar                                      | Maharashtra                     | 10        | 11        |
| Lakshadweep | Parti du congrès nationaliste - Sharadchandra Pawar                                      | 1                               |           | 11        |
| | All India Forward Bloc                                                                   | Maharashtra                     | 3         | 9         |
| Bengale-Occidental | All India Forward Bloc                                                                   | 3                               |           | 9         |
| Jammu-et-Cachemire | All India Forward Bloc                                                                   | 2                               |           | 9         |
| Bihar | All India Forward Bloc                                                                   | 1                               |           | 9         |
| Madhya Pradesh | All India Forward Bloc                                                                   | 1                               |           | 9         |
| | Jharkhand Mukti Morcha                                                                   | Jharkhand                       | 5         | 6         |
| Odisha | Jharkhand Mukti Morcha                                                                   | 1                               |           | 6         |
| | Parti communiste d'Inde (marxiste-léniniste) Libération                                  | Bihar                           | 3         | 4         |
| Jharkhand | Parti communiste d'Inde (marxiste-léniniste) Libération                                  | 1                               |           | 4         |
| | Parti socialiste révolutionnaire                                                         | Bengale-Occidental              | 3         | 4         |
| Kerala | Parti socialiste révolutionnaire                                                         | 1                               |           | 4         |
| | Viduthalai Chiruthaigal Katchi                                                           | Tamil Nadu                      | 2         | 4         |
| Karnāṭaka | Viduthalai Chiruthaigal Katchi                                                           | 1                               |           | 4         |
| Kerala | Viduthalai Chiruthaigal Katchi                                                           | 1                               |           | 4         |
| | Ligue musulmane de l'Union indienne                                                      | Kerala                          | 2         | 3         |
| Tamil Nadu | Ligue musulmane de l'Union indienne                                                      | 1                               |           | 3         |
| | Conférence nationale (Jammu-et-Cachemire)                                                | Jammu-et-Cachemire              | 3         | 3         |
| | Parti démocratique populaire du Jammu-et-Cachemire                                       | Jammu-et-Cachemire              | 3         | 3         |
| | Vikassheel Insaan Party                                                                  | Bihar                           | 3         | 3         |
| | Assam Jatiya Parishad                                                                    | Assam                           | 1         | 1         |
| | Kerala Congress                                                                          | Kerala                          | 1         | 1         |
| | Kerala Congress (M)                                                                      | Kerala                          | 1         | 1         |
| | Kongunadu Makkal Desia Katchi                                                            | Tamil Nadu                      | 1         | 1         |
| | Marumalarchi Dravida Munnetra Kazhagam                                                   | Tamil Nadu                      | 1         | 1         |
| | Rashtriya Loktantrik Party                                                               | Rajasthan                       | 1         | 1         |
| Total | Total                                                                                    | Total                           | 687       | 687       |

### Principaux autres partis et alliances
De nombreux autres partis se présentent aux élections en dehors des deux principales coalitions, dans le cadre d'une démocratie multipartite. La chef du parti Bahujan Samaj, Mayawati, annonce notamment que son parti se présentera seul aux élections dans la plupart des États et s'allierait avec d'autres partis non membres de la NDA et de l'INDIA au Pendjab et dans l'Haryana,.
Le 11 mai 2023, le leader du Biju Janata Dal et ministre en chef d'Odisha, Naveen Patnaik, déclare que son parti se présentera seul aux élections de Lok Sabha.
| Parti/Alliance | Parti/Alliance                             | Parti/Alliance                             | Symbole           | Dirigeant                      |
| -------------- | ------------------------------------------ | ------------------------------------------ | ----------------- | ------------------------------ |
|                | BSP + SAD                                  | Bahujan Samaj Party                        |                   | Mayawati Kumari                |
|                | BSP + SAD                                  | Shiromani Akali Dal                        |                   | Sukhbir Singh Badal (en)       |
|                | Yuvajana Sramika Rythu Congress Party (en) | Yuvajana Sramika Rythu Congress Party (en) |                   | Y. S. Jagan Mohan Reddy (en)   |
|                | Biju Janata Dal                            | Biju Janata Dal                            |                   | Naveen Patnaik                 |
|                | BRS (en) + AIMIM                           | Bharat Rashtra Samithi                     |                   | K. Chandrashekar Rao (en)      |
|                | BRS (en) + AIMIM                           | All India Majlis-e-Ittehadul Muslimeen     |                   | Asaduddin Owaisi (en)          |
|                | TDP (en) + JSP (en)                        | Telugu Desam Party (en)                    |                   | N. Chandrababu Naidu (en)      |
|                | TDP (en) + JSP (en)                        | Jana Sena Party (en)                       |                   | Pawan Kalyan (en)              |
|                | All India United Democratic Front (en)     | All India United Democratic Front (en)     |                   | Badruddin Ajmal (en)           |
|                | RLP + ASP (en)                             | Rashtriya Loktantrik Party                 |                   | Hanuman Beniwal (en)           |
|                | RLP + ASP (en)                             | Azad Samaj Party (Kanshi Ram) (en)         |                   | Chandrashekhar Azad Ravan (en) |
|                | All India Anna Dravida Munnetra Kazhagam   | All India Anna Dravida Munnetra Kazhagam   | Two Leaves        | Edappadi K. Palaniswami (en)   |
|                | Indian National Lok Dal (en)               | Indian National Lok Dal (en)               | INLD party symbol | Abhay Singh Chautala (en)      |
|                | Front populaire du Bodoland (en)           | Front populaire du Bodoland (en)           |                   | Hagrama Mohilary (en)          |
|                | Desiya Murpokku Dravida Kazhagam           | Desiya Murpokku Dravida Kazhagam           |                   | Premalatha Vijayakanth         |
|                | Goa Forward Party                          | Goa Forward Party                          |                   | Vijai Sardesai                 |
|                | Jammu and Kashmir National Panthers Party  | Jammu and Kashmir National Panthers Party  |                   | Harsh Dev Singh                |
|                | Janta Congress Chhattisgarh                | Janta Congress Chhattisgarh                |                   | Amit Jogi                      |
|                | Sikkim Democratic Front                    | Sikkim Democratic Front                    |                   | Pawan Kumar Chamling           |
|                | Tipra Motha Party                          | Tipra Motha Party                          |                   | Pradyot Deb Barma              |
|                | People's Party of Arunachal                | People's Party of Arunachal                |                   | Kahfa Bengia                   |
|                | Maharashtra Navnirman Sena                 | Maharashtra Navnirman Sena                 |                   | Raj Thackeray                  |
|                | Voice of the People Party                  | Voice of the People Party                  |                   | Ardent Miller Basaiawmoit      |

## Campagne
La campagne s’ouvre en plein scandale du système des « bons électoraux » mis en place par Narendra Modi en 2017 pour financer les partis politiques. Déclaré inconstitutionnel par la Cour suprême le 15 février 2024, il a permis à des entreprises d’acheter anonymement et sans limite des titres auprès de la State Bank of India, que la banque reversait aux bénéficiaires. La haute juridiction a estimé que la source et autres détails de ce financement ont été cachés au public, en violation du droit fondamental des électeurs à l’information et de leur droit à faire un choix éclairé avant de voter. Surtout, certaines entreprises semblent l'avoir fait de manière contrainte. Quatorze des trente entreprises qui ont versé les plus grandes sommes aux partis politiques étaient poursuivies pour des faits de fraude et avaient subi des descentes de police. Le parti au pouvoir, le Bharatiya Janata Party (BJP), a été le grand bénéficiaire de ce système avec plus de 750 millions de dollars reçus entre 2019 à 2023, soit quatre à cinq fois plus que le principal parti d'opposition, le Congrès national indien.
L'opposition met par ailleurs en doute la transparence des élections et de l’organisme chargé de les organiser, en accusant le gouvernement d'avoir procéder à des manœuvres afin de modifier la composition de cette structure indépendante. Deux de ses trois membres sont ainsi nommés en vertu d’une loi adoptée par le Parlement en décembre 2023, qui donne un avantage au gouvernement dans le choix des membres.

### Bharatiya Janata Party
La réunion exécutive nationale du BJP qui s'est tenue les 16 et 17 janvier 2023 a vu le parti réaffirmer sa confiance dans le Premier ministre Narendra Modi et prolonger le mandat du président national du BJP, JP Nadda.
Présentant la stratégie du BJP pour les prochains scrutins, le Premier ministre Modi a déclaré dans son discours aux membres du parti qu'ils devraient s'adresser à toutes les couches de la société, y compris les communautés marginalisées et minoritaires, « sans considérations électorales ». Le Premier ministre sortant s’est fixé pour objectif, avec ses alliés, un seuil de 400 députés, contre 350 en 2019, ce qui lui permettrait d’atteindre la majorité des deux tiers requise pour modifier la Constitution.
Les moyens financiers dont dispose le BJP surpassent de loin ceux de ses concurrents. Le parti de Narendra Modi possédait en 2022 une richesse déclarée de 60 milliards de roupies (670 millions d'euros). Le BJP est ainsi plus riche que les sept autres formations nationales réunies, et possède sept fois plus de fonds que son principal rival, le Congrès. Le parti est aussi très influent sur les réseaux sociaux et bénéficie du soutien d'une grande partie des médias.
Le Premier ministre se présente comme celui qui tient ses promesses, mettant en avant l'abrogation de l'autonomie du Cachemire en 2019, qui a fait passer cette région disputée à majorité musulmane sous l'autorité directe de New Delhi, et l'ouverture du temple de Ram, en janvier 2024, sur les ruines d'une ancienne mosquée moghole.

### Congrès national indien

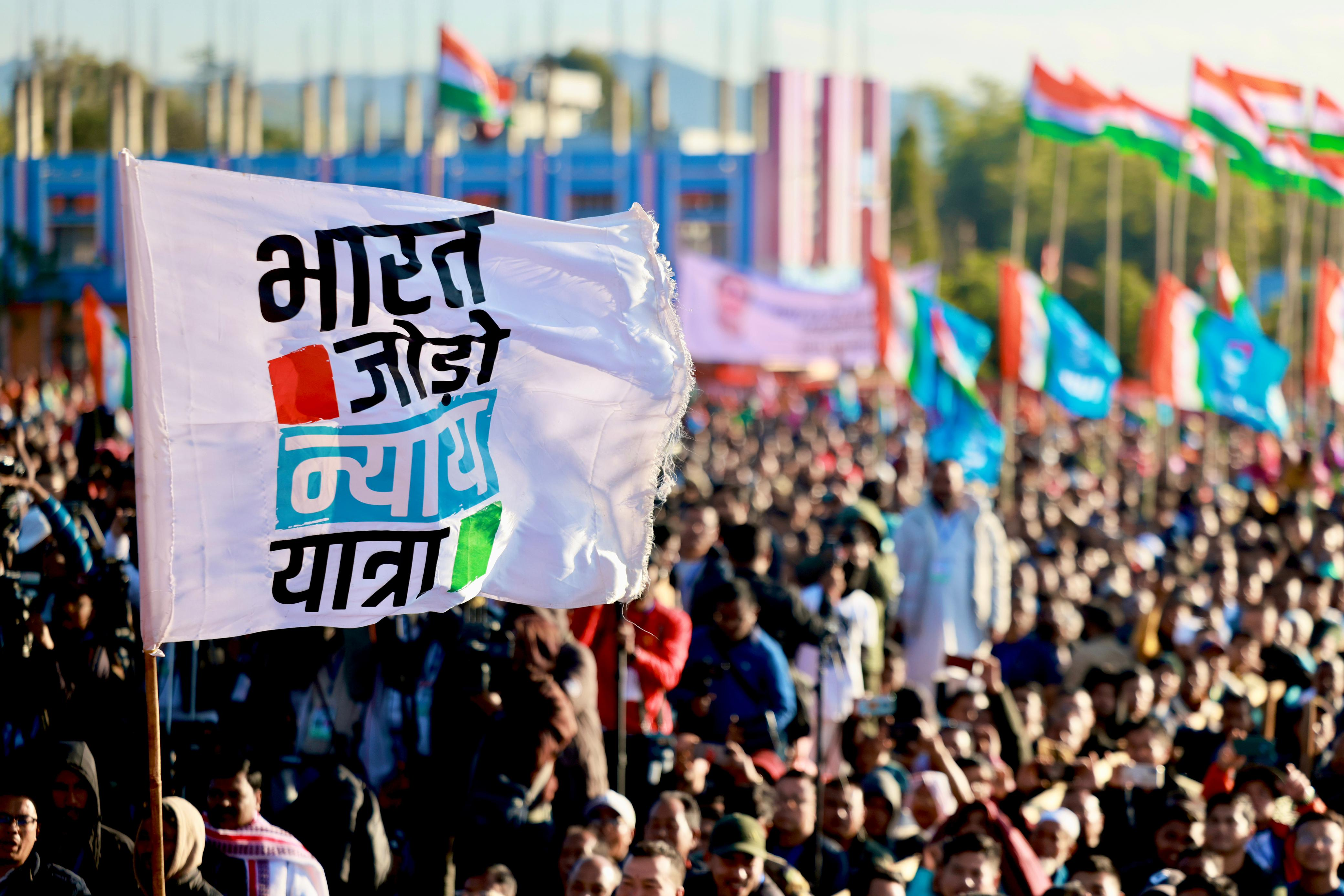
Drapeau et manifestants de la marche de l'unité organisée par le Congrès en janvier pour récolter des fonds

Le parti fait l’objet de mesures d’entrave pendant la campagne. Plusieurs de ses comptes ont été gelés depuis la mi-février par l’administration fiscale et il n’a plus les fonds nécessaires pour mener campagne. Le dirigeant du parti, Rahul Gandhi, déclare : « Nous ne pouvons pas faire notre travail. Nous ne pouvons pas soutenir nos militants et nos candidats. Nos dirigeants ne peuvent pas voyager à travers le pays. Nous ne pouvons pas diffuser nos tracts. » Il a aussi estimé que le silence d’institutions comme la commission électorale montre qu’il n’y a « pas de démocratie en Inde aujourd’hui ». Les principales figures de l'opposition sont aussi poursuivies en justice pour des allégations de corruption ou de propos diffamatoires contre le gouvernement.

## Enquêtes et sondages
Selon un sondage India TV-CNX publié le 3 octobre 2023, 61 % des participants préféraient le Premier ministre sortant Narendra Modi (BJP) suivi de Rahul Gandhi (INC) à 21 % comme prochain Premier ministre indien.

## Résultats
|                                                                              |                                                                              |                                                  |             |               |      |               |               |
| Parti ou coalition                                                           | Parti ou coalition                                                           | Parti ou coalition                               | Voix        | %             | +/-  | Sièges        | +/-           |
|                                                                              |                                                                              | Bharatiya Janata Party (BJP)                     | 235 973 935 | 38,42         | 1,12 | 240           | 63            |
|                                                                              | Telugu Desam Party (TDP)                                                     | 12 775 270                                       | 2,08        | 0,04          | 16   | 13            |               |
|                                                                              | Janata Dal (Uni) (JD(U))                                                     | 8 039 663                                        | 1,31        | 0,14          | 12   | 4             |               |
|                                                                              | Shiv Sena (SS)                                                               | 7 401 447                                        | 1,21        | 0,88          | 7    | 11            |               |
|                                                                              | Lok Janshakti Party (Ram Vilas) (LJP(RV))                                    | 2 810 250                                        | 0,46        | Nv            | 5    | 5             |               |
|                                                                              | Janata Dal (Secular) (JD(S))                                                 | 2 173 701                                        | 0,35        | 0,21          | 2    | 1             |               |
|                                                                              | Jana Sena Party (JSP)                                                        | 1 454 138                                        | 0,24        | 0,07          | 2    | 2             |               |
|                                                                              | Rashtriya Lok Dal (RLD)                                                      | 893 460                                          | 0,15        | 0,09          | 1    | 1             |               |
|                                                                              | Union des étudiants du Jharkhand (AJSU)                                      | 458 677                                          | 0,07        | 0,04          | 1    | en stagnation |               |
|                                                                              | Parti du congrès nationaliste (NCP)                                          | 2 059 179                                        | 0,34        | 1,04          | 1    | 4             |               |
|                                                                              | Parti populaire uni libéral (UPPL)                                           | 488 995                                          | 0,08        | 0,01          | 1    | 1             |               |
|                                                                              | Sikkim Krantikari Morcha (SKM)                                               | 164 396                                          | 0,03        | en stagnation | 1    | en stagnation |               |
|                                                                              | Apna Dal (Soneylal) (AD(S))                                                  | 808 245                                          | 0,13        | 0,04          | 1    | 1             |               |
|                                                                              | Asom Gana Parishad (AGP)                                                     | 1 298 707                                        | 0,21        | 0,03          | 1    | 1             |               |
|                                                                              | Hindustani Awam Morcha (HAM)                                                 | 494 960                                          | 0,08        | 0,08          | 1    | 1             |               |
|                                                                              | Pattali Makkal Katchi (PMK)                                                  | 1 879 689                                        | 0,31        | 0,06          | 0    | en stagnation |               |
|                                                                              | Bharath Dharma Jana Sena (BDJS)                                              | 505 753                                          | 0,08        | 0,02          | 0    | en stagnation |               |
|                                                                              | Tamil Maanila Congress (TMC(M))                                              | 410 401                                          | 0,07        | 0,03          | 0    | en stagnation |               |
|                                                                              | Amma Makkal Munnetra Kazhagam (AMMK)                                         | 521 787                                          | 0,08        | 0,29          | 0    | en stagnation |               |
|                                                                              | Parti populaire national (NPP)                                               | 417 930                                          | 0,07        | en stagnation | 0    | 1             |               |
|                                                                              | Front populaire Naga (NPF)                                                   | 299 536                                          | 0,05        | 0,01          | 0    | 1             |               |
|                                                                              | Parti progressiste démocrate nationaliste (NDPP)                             | 350 967                                          | 0,06        | 0,02          | 0    | 1             |               |
|                                                                              | Rashtriya Lok Morcha (RLM)                                                   | 253 876                                          | 0,04        | Nv            | 0    | en stagnation |               |
|                                                                              | Rashtriya Samaj Paksha (RSP)                                                 | 467 282                                          | 0,08        | 0,08          | 0    | en stagnation |               |
|                                                                              | Suheldev Bharatiya Samaj Party (SBSP)                                        | 340 188                                          | 0,06        | 0,01          | 0    | en stagnation |               |
|                                                                              | Indépendant                                                                  | 342 882                                          | 0,06        | –             | 0    | 1             |               |
| Total Alliance démocratique nationale (NDA)                                  | Total Alliance démocratique nationale (NDA)                                  | 280 672 313                                      | 45,96       | 1,06          | 293  | 60            |               |
|                                                                              |                                                                              | Congrès national indien (INC)                    | 136 759 064 | 22,27         | 2,78 | 99            | 47            |
|                                                                              | Samajwadi Party (SP)                                                         | 29 549 381                                       | 4.81        | 2,26          | 37   | 32            |               |
|                                                                              | All India Trinamool Congress (AITC)                                          | 28 213 393                                       | 4,59        | 0,52          | 29   | 7             |               |
|                                                                              | Dravida Munnetra Kazhagam (DMK)                                              | 11 754 710                                       | 1,91        | 0,35          | 22   | 1             |               |
|                                                                              | Parti communiste d'Inde (marxiste) (CPI(M))                                  | 11 342 553                                       | 1,85        | 0,08          | 4    | 1             |               |
|                                                                              | Rashtriya Janata Dal (RJD)                                                   | 10 107 402                                       | 1,65        | 0,57          | 4    | 4             |               |
|                                                                              | Shiv Sena (UBT) (SS(UBT))                                                    | 9 567 779                                        | 1,56        | Nv            | 9    | 9             |               |
|                                                                              | Aam Aadmi Party (AAP)                                                        | 7 147 800                                        | 1,16        | 0,72          | 3    | 2             |               |
|                                                                              | Parti du congrès nationaliste - Sharadchandra Pawar (NCP(SP))                | 5 921 162                                        | 0,96        | Nv            | 8    | 8             |               |
|                                                                              | Parti communiste d'Inde (CPI)                                                | 3 157 184                                        | 0,51        | 0,07          | 2    | en stagnation |               |
|                                                                              | Jharkhand Mukti Morcha (JMM)                                                 | 2 652 955                                        | 0,43        | 0,12          | 3    | 2             |               |
|                                                                              | Parti communiste d'Inde (marxiste-léniniste) Libération (CPI(ML)L)           | 1 736 771                                        | 0,28        | 0,16          | 2    | 2             |               |
|                                                                              | Ligue musulmane de l'Union indienne (IUML)                                   | 1 716 186                                        | 0,28        | 0,02          | 3    | en stagnation |               |
|                                                                              | Conférence nationale (Jammu-et-Cachemire) (JKNC)                             | 1 147 041                                        | 0,19        | 0,14          | 2    | 1             |               |
|                                                                              | Viduthalai Chiruthaigal Katchi (VCK)                                         | 990 237                                          | 0,16        | 0,08          | 2    | 1             |               |
|                                                                              | Bharat Adivasi Party (BAP)                                                   | 1 257 056                                        | 0,20        | Nv            | 1    | 1             |               |
|                                                                              | Kerala Congress (KC)                                                         | 364 631                                          | 0,06        | 0,03          | 1    | en stagnation |               |
|                                                                              | Marumalarchi Dravida Munnetra Kazhagam (MDMK)                                | 542 213                                          | 0,09        | Nc            | 1    | 1             |               |
|                                                                              | Rashtriya Loktantrik Party (RLP)                                             | 596 955                                          | 0,10        | 0,01          |      | en stagnation |               |
|                                                                              | Parti socialiste révolutionnaire (RSP)                                       | 587 363                                          | 0,10        | 0,02          | 1    | en stagnation |               |
|                                                                              | Bloc d'Avance de l'Inde (AIFB)                                               | 289 941                                          | 0,05        | en stagnation | 0    | en stagnation |               |
|                                                                              | Parti démocratique populaire du Jammu-et-Cachemire (JKPDP)                   | 435 980                                          | 0,07        | 0,06          | 0    | en stagnation |               |
|                                                                              | Vikassheel Insaan Party                                                      | 1 187 455                                        | 0,19        | 0,08          | 0    | en stagnation |               |
|                                                                              | Assam Jatiya Parishad (AJP)                                                  | 414 441                                          | 0,07        | Nv            | 0    | en stagnation |               |
|                                                                              | Kerala Congress (M) (KC(M))                                                  | 277 365                                          | 0,05        | 0,02          | 0    | 1             |               |
| Total Alliance inclusive de la nation indienne pour le développement (INDIA) | Total Alliance inclusive de la nation indienne pour le développement (INDIA) |                                                  |             |               | 234  | 141           |               |
|                                                                              | Yuvajana Sramika Rythu Congress Party (YSRCP)                                | Yuvajana Sramika Rythu Congress Party (YSRCP)    | 13 316 039  |               |      | 4             | 18            |
|                                                                              | Shiromani Akali Dal (SAD)                                                    | Shiromani Akali Dal (SAD)                        | 1 814 318   |               |      | 1             | 1             |
|                                                                              | All India Majlis-e-Ittehadul Muslimeen (AIMIM)                               | All India Majlis-e-Ittehadul Muslimeen (AIMIM)   | 1 400 215   |               |      | 1             | 1             |
|                                                                              | Mouvement populaire Zoram (ZPM)                                              | Mouvement populaire Zoram (ZPM)                  | 208 552     |               | Nv   | 1             | 1             |
|                                                                              | Azad Samaj Party (Kanshi Ram) (ASP(KR))                                      | Azad Samaj Party (Kanshi Ram) (ASP(KR))          | 691 820     |               | Nv   | 1             | 1             |
|                                                                              | Parti de la voix du peuple (VPP)                                             | Parti de la voix du peuple (VPP)                 | 571 078     |               | Nv   | 1             | 1             |
|                                                                              | All India Anna Dravida Munnetra Kazhagam (AIDMK)                             | All India Anna Dravida Munnetra Kazhagam (AIDMK) | 8 952 587   |               |      | 0             | 1             |
|                                                                              | Bahujan Samaj Party (BSP)                                                    | Bahujan Samaj Party (BSP)                        | 13 153 818  |               |      | 0             | 10            |
|                                                                              | Karnataka Rashtra Samithi (KRS)                                              | Karnataka Rashtra Samithi (KRS)                  | 51 529      |               | Nv   | 0             | en stagnation |
|                                                                              | Biju Janata Dal (BJD)                                                        | Biju Janata Dal (BJD)                            | 9 413 379   |               |      | 0             | 12            |
|                                                                              | Uttama Prajaakeeya Party (UPP)                                               | Uttama Prajaakeeya Party (UPP)                   | 40 491      |               |      | 0             | en stagnation |
|                                                                              | Bharat Rashtra Samithi (BRS)                                                 | Bharat Rashtra Samithi (BRS)                     | 3 657 237   |               |      | 0             | 9             |
|                                                                              | Shiromani Akali Dal (Amritsar) (SAD(A))                                      | Shiromani Akali Dal (Amritsar) (SAD(A))          | 521 749     |               |      | 0             | en stagnation |
|                                                                              | Indian National Lok Dal (INLD)                                               | Indian National Lok Dal (INLD)                   | 226 975     |               |      | 0             | en stagnation |
|                                                                              | Jannayak Janta Party (JJP)                                                   | Jannayak Janta Party (JJP)                       | 113 827     |               |      | 0             | en stagnation |
|                                                                              | Desiya Murpokku Dravida Kazhagam (DMDK)                                      | Desiya Murpokku Dravida Kazhagam (DMDK)          | 1 128 616   |               |      | 0             | en stagnation |
|                                                                              | Gondwana Ganatantra Party (GGP)                                              | Gondwana Ganatantra Party (GGP)                  |             |               |      | 0             | en stagnation |
|                                                                              | All India United Democratic Front (AIUDF)                                    | All India United Democratic Front (AIUDF)        | 625 954     |               |      | 0             | 1             |
|                                                                              | Parti révolutionnaire des Goans (RGP)                                        | Parti révolutionnaire des Goans (RGP)            | 64 578      |               | Nv   | 0             | en stagnation |
|                                                                              | Parti démocrate du Sikkim (SDF)                                              | Parti démocrate du Sikkim (SDF)                  | 77 171      |               |      | 0             | en stagnation |
|                                                                              | Autres partis                                                                | Autres partis                                    |             |               | –    | 0             | 2             |
|                                                                              | Indépendants                                                                 | Indépendants                                     | 17 792 407  |               |      | 7             | 3             |
|                                                                              | Aucun d'entre eux                                                            | Aucun d'entre eux                                | 6 372 220   | 1,04          | —    |               |               |
|                                                                              |                                                                              |                                                  |             |               |      |               |               |
| Votes valides                                                                | Votes valides                                                                | Votes valides                                    | 638 934 799 | 99,00         |      |               |               |
| Votes blancs et nuls                                                         | Votes blancs et nuls                                                         | Votes blancs et nuls                             | 6 428 646   | 1,00          |      |               |               |
| Total                                                                        | Total                                                                        | Total                                            | 645 363 445 | 100           | –    | 543           | 2             |
| Abstentions                                                                  | Abstentions                                                                  | Abstentions                                      | 323 458 481 | 33,39         |      |               |               |
| Inscrits / participation                                                     | Inscrits / participation                                                     | Inscrits / participation                         | 968 821 926 | 66,61         |      |               |               |

## Analyse et conséquences

Parti vainqueur par circonscription

Résultats par alliance par circonscription

Avec 642 millions de votants sur 968 millions d'électeurs, le taux de participation s'établit à 66 %, en légère baisse par rapport aux 67 % atteints en 2019. La baisse est attribuée à la vague de chaleur qui s'est abattue sur le pays, les millions d'électeurs des dernières phases du scrutin ayant été confrontés à des températures parfois supérieures à 45°C. Le dépouillement, très rapide en raison de l'utilisation systématique de machines à voter, permet la publication des résultats préliminaires dès le 4 juin. Une troisième victoire consécutive de l'Alliance démocratique nationale (NDA) menée par le Bharatiya Janata Party (BJP) du Premier ministre sortant, Narendra Modi, est alors attendue avec une large avance en sièges.
A la surprise générale, la NDA subit un important recul. Si elle conserve la majorité absolue des sièges qu'elle détenait dans la législature sortante, la coalition connait ainsi des résultats bien moins importants que ce que les projections des sondages lui laissaient espérer. Ce recul est particulièrement sévère pour le BJP, qui faisait campagne sous le slogan « Cette fois-ci, plus de 400 » (en hindi Abki Baar 400 Paar), un objectif de sièges qui paraissait pourtant atteignable au vu des sondages d'opinion. Non seulement le BJP ne parvient pas à décrocher avec ses alliés la majorité qualifiée des deux tiers des sièges — soit 370 — qui lui aurait permis de procéder librement à des amendements constitutionnels, mais il perd au contraire la majorité absolue qu'il détenait seul, le contraignant ainsi à dépendre de ses alliés au sein de la NDA. Malgré la victoire, qui fait de lui le deuxième Premier ministre de l'histoire du pays à être reconduit sur trois mandats consécutif après Jawaharlal Nehru, le scrutin est par conséquent perçu comme un revers pour Narendra Modi, qui voit l'opposition renforcée et pourrait se voir contraint de tempérer son nationalisme hindou pour adopter une posture plus conciliante et centriste. Au soir de la publication des résultats préliminaires, le 4 juin, il qualifie le scrutin de « victoire pour la plus grande démocratie du monde »,. Il obtient le lendemain le soutien officiel de ses alliés pour sa reconduction au poste de Premier ministre.